# Briann January
Briann Jolie January (Spokane, 11 gennaio 1987) è un'ex cestista e allenatrice di pallacanestro statunitense, professionista nella WNBA.

## Carriera
È stata selezionata dalle Indiana Fever al primo giro del Draft WNBA 2009 (6ª scelta assoluta).

## Statistiche

### College
| Anno      | Squadra        | PG  | PT | MP   | TC%  | 3P%  | TL%  | RP  | AP  | PRP | SP  | PP   |
| --------- | -------------- | --- | -- | ---- | ---- | ---- | ---- | --- | --- | --- | --- | ---- |
| 2005-2006 | ASU Sun Devils | 32  | -  | 19,3 | 33,9 | 21,7 | 79,5 | 2,3 | 2,7 | 1,4 | 0,1 | 4,8  |
| 2006-2007 | ASU Sun Devils | 35  | -  | 25,5 | 44,0 | 42,3 | 81,7 | 2,2 | 4,0 | 2,1 | 0,2 | 10,2 |
| 2007-2008 | ASU Sun Devils | 33  | -  | 28,1 | 44,4 | 34,8 | 86,4 | 3,0 | 4,4 | 2,2 | 0,1 | 11,3 |
| 2008-2009 | ASU Sun Devils | 35  | -  | 27,5 | 43,3 | 44,8 | 83,5 | 2,5 | 4,8 | 2,1 | 0,4 | 12,3 |
| Carriera  | Carriera       | 135 | -  | 25,2 | 42,6 | 39,9 | 83,0 | 2,5 | 4,0 | 2,0 | 0,2 | 9,8  |

### WNBA

#### Regular Season
| Anno     | Squadra         | PG  | PT  | MP   | TC%  | 3P%  | TL%  | RP  | AP  | PRP | SP  | PP   |
| -------- | --------------- | --- | --- | ---- | ---- | ---- | ---- | --- | --- | --- | --- | ---- |
| 2009     | Indiana Fever   | 33  | 4   | 20,7 | 33,3 | 28,7 | 85,1 | 1,9 | 2,3 | 1,1 | 0,1 | 6,9  |
| 2010     | Indiana Fever   | 30  | 7   | 21,9 | 37,1 | 35,6 | 82,6 | 2,0 | 3,1 | 1,2 | 0,1 | 7,4  |
| 2011     | Indiana Fever   | 10  | 10  | 28,6 | 35,7 | 31,8 | 82,9 | 1,4 | 5,0 | 1,5 | 0,0 | 8,6  |
| 2012†    | Indiana Fever   | 31  | 26  | 28,4 | 40,4 | 43,0 | 87,4 | 1,8 | 3,9 | 1,2 | 0,1 | 10,3 |
| 2013     | Indiana Fever   | 32  | 32  | 29,6 | 34,8 | 35,7 | 81,1 | 2,4 | 3,7 | 1,1 | 0,2 | 9,8  |
| 2014     | Indiana Fever   | 31  | 31  | 28,9 | 38,7 | 38,3 | 88,0 | 1,6 | 3,7 | 1,2 | 0,3 | 10,3 |
| 2015     | Indiana Fever   | 29  | 29  | 27,0 | 42,6 | 43,1 | 84,5 | 1,8 | 3,4 | 1,0 | 0,2 | 8,1  |
| 2016     | Indiana Fever   | 29  | 27  | 28,1 | 40,1 | 39,2 | 87,5 | 1,8 | 4,7 | 1,2 | 0,1 | 9,7  |
| 2017     | Indiana Fever   | 25  | 24  | 26,3 | 39,5 | 31,6 | 81,7 | 1,5 | 3,9 | 0,9 | 0,2 | 9,5  |
| 2018     | Phoenix Mercury | 33  | 33  | 27,1 | 42,3 | 47,0 | 80,6 | 2,1 | 3,3 | 0,6 | 0,1 | 7,0  |
| 2019     | Phoenix Mercury | 32  | 26  | 26,6 | 39,0 | 37,8 | 83,7 | 1,3 | 3,2 | 0,8 | 0,1 | 6,5  |
| 2020     | Connecticut Sun | 13  | 10  | 23,3 | 29,3 | 35,5 | 83,3 | 1,2 | 3,4 | 0,6 | 0,2 | 5,0  |
| 2021     | Connecticut Sun | 29  | 29  | 30,2 | 42,5 | 38,0 | 86,8 | 1,4 | 3,1 | 0,9 | 0,1 | 7,0  |
| 2022     | Seattle Storm   | 36  | 5   | 16,9 | 37,7 | 31,1 | 82,6 | 1,0 | 2,4 | 0,6 | 0,2 | 3,7  |
| Carriera | Carriera        | 393 | 293 | 25,8 | 38,5 | 37,6 | 84,5 | 1,7 | 3,4 | 1,0 | 0,2 | 7,8  |

## Palmarès
- Campionessa WNBA (2012)
- 5 volte WNBA All-Defensive First Team (2012, 2014, 2015, 2016, 2021)
- 2 volte WNBA All-Defensive Second Team (2013, 2017)
- 2 volte miglior tiratrice da tre punti WNBA (2015, 2018)